# 207P/NEAT
207P/NEAT è una cometa periodica scoperta l'11 maggio 2001 dal programma di ricerca astronomica Near Earth Asteroid Tracking; poco dopo l'annuncio della scoperta furono trovate immagini di prescoperta risalenti al 7 ottobre 2000. La sua riscoperta il 15 ottobre 2008 ha permesso di numerarla.